# Cook Off
Cook Off es una película de comedia romántica zimbabuense de 2017 escrita y dirigida por Tomas Brickhill. Ambientada en la sociedad de clase media contemporánea de Harare, está protagonizada por Tendaiishe Chitima, Fungai Majaya y Tehn Diamond. La producción de la película se vio constantemente afectada por cortes de energía, restricciones presupuestarias, protestas contra el gobierno y disturbios que estallaron durante las etapas finales de la presidencia de Robert Mugabe. Se convirtió en la primera película estrenada en Zimbabue después de la era de Mugabe, que duró casi 40 años. También se convirtió en la primera película de su país en transmitirse en Netflix. Recibió la atención de los medios internacionales desde su lanzamiento en la plataforma estadounidense en junio de 2020. Es apenas la segunda película de Zimbabue en recibir atención internacional después de Neria. La película es aclamada como una de las mejores películas en el cine de Zimbabue después de Neria y Yellow Card y obtuvo una respuesta extremadamente positiva de los zimbabuenses. Se le atribuye haber destruido los estereotipos de la industria cinematográfica del país, que había sido paralizada por la crisis económica y la hiperinflación en nacional.

## Sinopsis
Anesu (Tendaiishe Chitima) es una madre soltera que ha entrado en secreto en un concurso de cocina televisivo por su hijo. Ahora debe superar la desaprobación de su madre y la rivalidad de los chefs profesionales. 

## Elenco
- Tendaiishe Chitima como Anesu
- Fungai Majaya como Milly Ann
- Tehn Diamond como Prince
- Tomas Brickhill como JJ
- Jesese Mungoshi como abuela de Anesu
- Shingai Shoniwa (cameo)
- Sylent Nqo

## Producción
La fotografía principal comenzó en 2017 cuando Robert Mugabe todavía era el presidente de Zimbabue. Los primeros días de filmación se vieron interrumpidos por cortes de energía regulares y el equipo de producción se vio obligado a contratar un generador de energía para el rodaje. El presupuesto se limitó solo a comida y agua embotellada para el elenco y los miembros del equipo. El reparto y el equipo estaban formados principalmente por artistas jóvenes y, según los informes, el productor de cine Njagu hizo contratos diferidos con el reparto y los miembros del equipo en lugar de llegar a un acuerdo para un pago inmediato debido a las peleas financieras. Para diciembre de 2020, todo el elenco y el equipo habían recibido el pago completo. La película se completó con un bajo presupuesto inicial de solo $ 8000.
Partes de la película se rodaron principalmente en los sets del programa de telerrealidad de ZBC TV Battle of the Chefs: Harare, una versión zimbabuense del programa de telerrealidad Top Chef. El director de cine Brickhill en una entrevista con The Guardian reveló que la película no se habría materializado sin el apoyo de los sets de Battle of the Chefs y el apoyo financiero de donantes voluntarios. Los miembros del elenco también utilizaron los vestuarios, accesorios y utensilios de los decorados del programa.
La popular banda de rock indie del Reino Unido, Noisettes, apareció en la banda sonora de la película. Shingai Shoniwa, miembro de la banda, también participó en un cameo en la película.

## Lanzamiento y recepción
Se estrenó en un cine casero en la azotea del New Ambassador Hotel en Harare el 31 de diciembre de 2017 y luego en el Reps Theatre. Poco después de su estreno en cines, se proyectó en varios festivales de cine internacionales celebrados en Sudáfrica, Países Bajos, EE.UU, Botsuana, Kenia, Suazilandia, Bélgica y Nueva Zelanda. Fue seleccionada oficialmente para su estreno en el Festival de Cine de Nairobi 2019, Festival de Cine de Cambria, Festival Internacional de Cine de Róterdam 2020, Festival Internacional de Cine de Seattle 2018, Festival de Cine de Afrika 2019, Bushfire Festival 2019, Festival de Cine Africano de Auckland Nueva Zelanda 2019, Festival Internacional de Cine de Zimbabue, Festival de Cine Panafricano, Festival de Cine Africano de Silicon Valley 2018, Festival de Cannes International du Film Pan-Africain 2019 y en el Festival Internacional de Cine de Durban 2018. También se convirtió en la primera película de Zimbabue en 22 años después de que Neria fuera seleccionada oficialmente en el Festival Internacional de Cine de Róterdam. Obtuvo reseñas generalmente mixtas de los críticos. Tuvo su estreno en Londres en el Hotel Mayfair el 27 de julio de 2019 y también apareció en Servicio Mundial de la BBC.
Se informó que la plataforma de transmisión estadounidense Netflix a mediados de marzo de 2020 selló un acuerdo con los cineastas para obtener los derechos de transmisión de la película por un precio récord no revelado. El director también se negó a revelar el monto del acuerdo con la plataforma. En mayo de 2020, los realizadores confirmaron que se estrenaría en la plataforma Netflix en un anuncio oficial en Twitter. Fue el primer producto zimbabuense adquirido por la plataforma y se estrenó el 1 de junio de 2020 después de dos años y medio desde su estreno en cines en Zimbabue. La película fue considerada relativamente desconocida por la mayoría de la gente de Zimbabue hasta su lanzamiento en Netflix.
Los derechos televisivos fueron comprados por el canal estatal ZBC Televisión y se estrenó en televisión 11 de agosto de 2020.

## Premios y nominaciones
La película recibió pocos premios y nominaciones en festivales de cine. Obtuvo un total de cuatro premios, incluidos dos en el Festival de Cine de Cambria 2020 y Festival Internacional de Cine de Zimbabue. También recibió dos Premios Nacionales al Mérito de las Artes presentados por el Consejo Nacional de las Artes de Zimbabue en 2019.
| Año  | Premios                                    | Categoría                                    | Resultado |
| ---- | ------------------------------------------ | -------------------------------------------- | --------- |
| 2018 | Festival Internacional de Cine de Zimbabue | Mejor característica                         | Ganador   |
| 2018 | Festival Internacional de Cine de Zimbabue | Mejor actriz                                 | Ganador   |
| 2019 | Premios Nacionales al Mérito de las Artes  | Mejor actriz                                 | Ganador   |
| 2019 | Premios Nacionales al Mérito de las Artes  | Mejor característica                         | Ganador   |
| 2020 | Festival de Cine de Cambria                | Premio Fundador Nancy Green - Mejor Película | Ganador   |
| 2020 | Festival de Cine de Cambria                | Premio del público - Mejor largometraje      | Ganador   |
|      | Festival de Cine Afrika                    | Premio del jurado de estudiantes             | Nominado  |
|      | Festival de Cine de Ambrosia               | Mejor película                               | Nominado  |